# Pisonia ambigua
Pisonia ambigua, conocida como caspi o zapallo caspi,  es una especie de pequeños árboles nativos de Paraguay, Argentina, Brasil. 

## Descripción
Pisonia ambigua es un árbol muy distribuido, de 5-14 m o  más de altura, inerme; el tronco de hasta 5 dm de diámetro. La madera es dura, con un  peso específico de 760 kg/m³. La corteza es lisa, grisácea clara. Las hojas son grandes, opuestas, glabras, enteras, y con punta en sus ápices. La inflorescencia es una espiga de muchas flores, unisexuales. Los frutos son muy pegajosos, donde pequeñas aves quedan atrapadas, son estrechamente elipsoidales, y hasta 6 cm de largo,